# Padež
Padež je morfološka kategorija kojom se u mnogim jezicima izriču odnosi i svojstva imenskih riječi u rečenici: izvršitelj radnje ili nositelj zbivanja, pripadnost, objekt radnje, namjena, mjesto, sredstvo i sl. Promjena riječi po padežima u gramatici se naziva sklonidba ili deklinacija.
Riječ padež u svezi je s osnovom glagola padati i nastala je prijevodom latinskog imena casus (padanje). Slično je nastao i naziv deklinacija, za sklanjanje ili zamjenjivanje jednog oblika drugim; na latinskom declinare znači udaljavati se, otklanjati. 
Hrvatski jezik tradicionalno se opisuje kao jezik sa sedam padeža. Neki jezici imaju manje padeža od hrvatskog, drugi mnogo više: latinski jezik ima ih šest, njemački ima četiri, engleski jezik ima dva ili tri u vrlo zakržljalom obliku, dok finski jezik ima petnaest, a mađarski osamnaest padeža.

## Morfološki i apstraktni padež
Izraz padež u tradicionalnim deskriptivnim gramatikama pojedinih jezika uglavnom se upotrebljava kada se misli na morfološki padež, deklinacijski oblik riječi koji označava službu ili odnose imenske riječi (imenice, pridjeva, zamjenice, broja) u rečenici. Prema tome za jezike koji nemaju razvijenu morfologiju, poput engleskog, kaže se da imaju malo ili uopće nemaju padeža.
U nekim se suvremenijim teorijama, međutim, pretpostavlja da u svim jezicima postoje tzv. apstraktni padeži, koji su izraženi na razne načine – morfološki, sintaktički (primjerice redom riječi ili prijedlogom) ili kako drugačije. Pritom se na jedan način može izraziti nekoliko apstraktnih padeža.
U standardnom hrvatskom jeziku tako tradicionalne gramatike navode sedam morfoloških padeža. Od toga se dativ od lokativa razlikuje kod imenica samo naglaskom i to samo kod veoma malog broja riječi, npr. dativ jd. grâdu, lokativ jd. grádu. Jasnije se lokativ od dativa razlikuje po prijedlozima s kojima se redovito koristi: na, o, po, pri, prema i u. Razlika dativa i lokativa je i u navezcima pridjevskih riječi muškoga i srednjeg roda (dativ -om, -omu, rjeđe -ome, lokativ -om, -ome). Lokativ nikada ne može biti bez svojih pri-
jedloga, što znači da je lokativ prijedložni izraz ("pri" samo s lokativom, "na, o, po, u" i s lokativom i akuzativom), a dativ može biti sam ili s prijedlozima "k, prema, nasuprot, unatoč, usprkos, nadomak" (starije slovnice definirale su: "k(a), prama, proć, proti(-v, -va), suproć, suproti"). U hrvatskom u dativu jednine prednost ima duži nastavak (–omu, –emu) a u lokativu jednine kraći (–om), dok je –ome stilski obilježen. Hrvatske slovnice (gramatike) sve do jezičnog unitarista Tome Maretića dativ i lokativ bili su ujednačeni padežnim nastavkom. 
Moglo bi se reći i da se po prijedlozima u hrvatskom razlikuje i komitativ od instrumentala te ablativ od genitiva (riječ je o apstraktnim padežima):
Pišem olovkom. (instrumental)
Razgovaram s prijateljem. (komitativ)
Zagreb je glavni grad Hrvatske. (genitiv)
Dolazim iz Hrvatske. (ablativ)
U engleskom ili talijanskom jeziku još se više apstraktnih padeža razlikuje pomoću prijedloga ili redom riječi:
John (NOM) gives a book (AK) to Bill (DAT).
"John daje knjigu Billu."
Gianni (NOM) ha bevuto un bicchiere (AK) d'acqua (GEN).
"Gianni je popio čašu vode."
U oba jezika subjekt, u nominativu, stoji ispred glagola, a objekt, u akuzativu, iza njega. U navedenim je primjerima u engleskom dativ izražen prijedlogom to (hrv. u, na, prema), a u talijanskom genitiv pomoću prijedloga di (hrv. od, iz).

## Podjela jezika prema uporabi padeža
Jezici se, s obzirom na to kojim se padežima u njima izražavaju subjekt i objekt dijele na nominativno-akuzativne, ergativne i aktivne.
Ovo je samo jedan aspekt dublje osobine koja se zove morfosintaktički poredak.

### Nominativno-akuzativni
Jezici u kojima se na isti način označava subjekt svih glagola, dok se za objekt koristi neki drugi način, nazivaju se nominativno-akuzativnim jezicima. Takav je i hrvatski te gotovo svi europski jezici, ali i većina ostalih jezika svijeta. Padež subjekta tu je uvijek nominativ, a padež objekta akuzativ.
Hrvatski: 
Čovjek (N) sjedi.
Čovjek (N) čita knjigu (A).
Vidio sam čovjeka (A).
Engleski:
A man is sitting.
A man is reading a book.
I have seen a man.
Subjekt je u engleskom uvijek ispred, a objekt iza glagola.

### Ergativni
U ergativnim jezicima subjekt neprijelaznog glagola stoji u istom padežu kao objekt prijelaznog glagola, tzv. apsolutivu, dok se subjekt prijelaznog glagola označava posebnim padežom, ergativom. Od europskih jezika ergativan je samo baskijski. Ergativni su mnogi azijski, australski te neki drugi jezici.
Baskijski:
Otsoa etorri da.
"vuk"-član-APS "doći"-particip "biti"-3sg.prez
"Vuk je došao."
Ehiztariak otsoa harrapatu du.
"lovac"-član-ERG "vuk"-član-APS "uloviti"-part. "imati"-3subj.3obj.prez
"Lovac je ulovio vuka."
"Vuk" je u prvoj rečenici subjekt, a u drugoj objekt, no uvijek je u apsolutivu (s članom -a- i nultim padežnim nastavkom). "Lovac", subjekt prijelaznog glagola, označen je ergativnim nastavkom -k.

### Aktivni
Aktivni jezici česti su u Americi. Glagoli se u tim jezicima dijele na dvije skupine – aktivne i stativne. Aktivni označavaju radnju kojom subjekt sam, svjesno upravlja, primjerice tući ili hodati. Stativni znače uglavnom stanja ili zbivanja te radnje na koje subjekt nema utjecaja, na primjer sjediti, spavati ili bolovati, a često odgovaraju predikatima koji se u europskim jezicima sastoje od pomoćnog glagola biti i pridjeva ili imenica (biti velik, dobar, čovjek...).
Uz aktivne glagole (prijelazne i neprijelazne) ide nominativno-akuzativna sintaktička struktura, dok uz stativne (uglavnom su neprijelazni) ergativna. Padež subjekta aktivnih glagola naziva se agentivom, a padež objekta aktivnih i subjekta stativnih glagola pacijentivom. Evo primjera iz američkog indijanskog jezika lakhota (iz sjuanske jezične porodice):
Aktivni glagoli:
Wa-hí.
1sg.AGT-"doći"
"Došao sam."
Na-yá-žin.
2sg.AGT-"stajati"
"Stojiš."
Ma-khíze.
(3sg.AGT-)1sg.PAC-"napasti"
"Napao me je."
Ni-khíze.
(3sg.AGT-)2sg.PAC-"napasti"
"Napao te je."
'Ma-yá-khize.
1sg.PAC-2sg.AGT-"napasti"
"Napao si me."
Subjekt je u ovim rečenicama agens i izražen je agentivnim ličnim afiksima wa- (1. lice), ya- (2. lice) i 0- (3. lice). Objekt je pacijens i označen je pacijentivnim afiksima ma- (1. lice) i ni- (2. lice).
Napomena: Glagol stajati u jeziku lakhota glasi nážin, dakle afiks -ya- u drugom primjeru je infiks, a prvi slog, na, dio je glagolske osnove.
Stativni glagoli:
Í-ma-púza.
1sg.PAC-"biti žedan"
Žedan sam.
Ni-wášte.
2sg.PAC-"biti dobar"
Dobar si.
Subjekt glagola ípuza ("biti žedan") i wašté ("biti dobar") označen je pacijentivnim afiksima ma- (1. lice) i ni- (2. lice). Subjekt stativnih glagola u aktivnim se jezicima, dakle, tretira kao pacijens.

## U hrvatskom jeziku
U hrvatskom jeziku padeži se odnose na imenice, pridjeve, brojeve i zamjenice. Padežni odnosi izriču se padežnim nastavcima i naglaskom.
Prema odnosu na druge riječi u rečenici padeži se dijele na:
- nezavisne (samostalne)

u standardnom hrvatskom: nominativ i vokativ
- zavisne (kose)

u standardnom hrvatskom: genitiv, dativ, akuzativ, lokativ i instrumental
Nezavisni padeži služe za imenovanje, nominativ u pripovijedanju, a vokativ u izravnom obraćanju. 
Zavisni (kosi) padeži izriču povezanost svoje osnove s drugim riječima u rečenici. Ta povezanost može biti unutarnja, tijesna, uzročna i vrlo potrebna za razumijevanje rečenice, ali može i biti i vanjska i slobodna kako bi se dali dodatni podaci ili neke popratne, slučajne okolnosti.
Padeži u hrvatskom jeziku "odgovaraju na pitanja" (osim vokativa):
- nominativ – tko?, što? – (Tko je trčao?)
- genitiv – koga?, čega? – (nema; Koga (ili čega) nema?)
- dativ – komu?, čemu? – (prilazim; Komu prilazi?)
- akuzativ – koga?, što? v (vidim; Koga (ili što) starac gleda?)
- vokativ – oj!, ej! – (dozivanje)
- lokativ – o kom?, o čem?[2] (u kom?, u čem?)
- instrumental – (s) kim?, (s) čim?

Po ovim "pitanjima" se može prepoznati u kojem je padežu oblik neke imenice. Ta su pitanja zapravo padeži zamjenica tko i što.
Često je običaj navoditi nominativ na prvom mjestu, a nakon njega genitiv. No, u novije vrijeme u školskim udžbenicima se kao "drugi" padež navodi akuzativ, a ostali padeži uobičajenim dosadašnjim redoslijedom, jedino s razlikom da se vokativ navodi zadnji.
suvremeni poredak
1. nominativ
2. akuzativ
3. genitiv
4. dativ
5. lokativ
6. instrumental
7. vokativ

Novi poredak ima, kao prednost, grupiranje padeža koji imaju iste oblike, kao što se može vidjeti na primjeru oblika imenice konj:
| padež        | jednina | množina |
| ------------ | ------- | ------- |
| nominativ    | konj    | konji   |
| akuzativ     | konja   | konje   |
| genitiv      | konja   | konja   |
| dativ        | konju   | konjima |
| lokativ      | konju   | konjima |
| instrumental | konjem  | konjima |
| vokativ      | konju   | konji   |

Primjena tradicijskog redoslijeda padeža u poučavanju može izazvati teškoće u naučljivosti, posebno u slučajevima kada učitelji dopuštaju učenicima, preporučuju ili traže od učenika da govore “prvi padež, drugi padež, treći itd.”, a takvi redoslijedni nazivi više ničemu ne služe kada je u tekstu potrebno odrediti padež (Jelaska, 2006: 29).